# 권중휘
권중휘(權重輝, 1905년 ~ 2003년 9월 8일)는 대한민국의 영문학자이며, 제7대 서울대학교 총장을 지냈다. 

## 생애
경북 안동 북후면 연곡동에서 태어났다. 대구고보와 일본삼고를 거쳐 1929년 일본 도쿄 제국대학 문학부 영문과를 졸업했다. 부산 동래고보 교사를 거쳐 1947년부터 1960년까지 서울대학교 영문학과 교수를 지냈다. 1961년 2월부터 수개월간 제4대 한국외국어대학장을 지냈고, 1961년부터 1964년까지 제7대 서울대 총장을 지냈다. 1950년대 초반에 이양하 서울대 영문과 교수와 함께 대한민국 최초의 영한사전인 '포켓 영한사전'(포켓 잉글리시 딕셔너리)을 펴냈다. 1950년대 말에 발간한 중고교용 학습교재 '모던 잉글리쉬'도 많은 사랑을 받았다. 고려대학교와 한국외국어대학교에서 명예 문학박사 학위를 받았다. 1963년 한국셰익스피어협회를 결성해 초대 회장을 맡았다. 학술원 종신회원으로서 말년까지 연구활동에 전념했다. 수필집 '무위의 변'과 '낙엽'을 펴냈다. 한글학회 허웅 회장이 동래고보 교사 시절 제자였다. 이한빈 전 부총리와 김우창 고려대 명예교수 등 제자를 배출했다.

## 가족 관계
아들은 권태준 서울대 명예교수다.